# Chumisa Qawe
Pas d'image ? Cliquez ici

b Matchs officiels uniquement.
Chumisa Qawe est une joueuse internationale de rugby à XV sud-africaine née le 15 novembre 1999, évoluant au poste de centre.

## Biographie
Chumisa Qawe naît le 15 novembre 1999. Elle est la sœur jumelle de la joueuse internationale Chuma Qawe.
En 2022 elle joue pour le club de Westerne Province du Cap. Elle a déjà 9 sélections en équipe nationale quand elle est retenue en septembre 2022 pour disputer sous les couleurs de son pays la Coupe du monde de rugby à XV en Nouvelle-Zélande.